# Grisen Skriker
Grisen Skriker var ett svenskt punkband från Stockholm, aktivt 1978–1979.
Grisen Skriker bildades hösten 1978 i Farsta i Stockholm och hade sin första spelning den 23 oktober samma år. De blev ett av Stockholms största punkband tillsammans med andra som Ebba Grön, KSMB och Skabb. Bandet lade av redan i augusti 1979. Strax efteråt bildade några av medlemmarna bandet Raketerna och Henrik Franzén startade 22 för många. Under sin verksamma tid hann Grisen Skriker släppa två EP-skivor och genomföra 52 spelningar[källa behövs] runt om i Stockholm och andra platser i Sverige. 
Utöver de två EP-skivorna medverkar Grisen Skriker på liveskivan Oasen - En dag måste nånting hända när allt slår in tillsammans med bland andra Ebba Grön.

## Medlemmar
- Henrik Hemsk alias Henrik Franzén  (sång)
- Hasse Hjälp alias Hans Edström (gitarr, sång)
- Martin Maskin alias Martin Sörling (elbas) (25 januari 1958–25 april 2012)
- Mats Mums alias Mats Borg (trummor)
- Per Precision alias Per Edström (gitarr, kör) till april 79
- Olle Ond alias Olle Boson [f.d. Berglund] (gitarr) från april 79 (21 februari 1957–12 januari 2010)
- Fönis alias Werner Theunissen (elbas) på 2–3 repetitioner 1978.

## Diskografi
- 1979 – Oasen - En dag måste nånting hända när allt slår in
- 1979 – Grisen Skrikers EP
- 1979 – Grisen Skrikers Sista EP
- 1995 – Grisen Skrikers 1:a & 2:a EP + 4 Låtar Till
- 2024 – det var då vi kom (dubbel LP med de två EP:na och en live-skiva)